# After Crying
«After Crying» (Після плачу) — угорський рок-гурт напрямку симфонічний прогресивний рок. Учасники використовують інструменти, починаючи від класичних акустичних інструментів, як от віолончель, труба, фортепіано, флейта до інструментів сучасного рок-гурту. Вони іноді виконують музику з традиційними камерними або симфонічними оркестрами. Їх студійні альбоми містять численні варіації інструментів і композицій.

## Біографія
Гурт After Crying був створений восени 1986 року піаністом Чабой Ведрешем (Vedres Csaba), віолончелістом Петером Пейтшіком (Pejtsik Péter) і флейтистом Габором Егерварі (Egervári Gábor) та в цьому ж складі два роки виконував акустичну інструментальну камерну музику з суттєвими елементами імпровізації.
Розпочинаючи з 1988 року поряд з інструментальними в репертуарі гурту з'являються і вокально-інструментальні п'єси зі словами (на угорській і англійській мовах) Габора Егерварі і Тамаша Гьоргені (Görgényi Tamás).
У 1989 гуртом (із запрошенням до записів сторонніх музикантів) вийшли два демо-альбоми на магнітофонних касетах: Opus 1 і 1989, що продавалися на концертах, які проходили вже не тільки в Угорщині, але і в Іспанії, Португалії, Англії і Канаді.
У 1990 році вийшов перший повноцінний альбом, Overground Music (з англ. — «Надземна музика»), який включав камерні композиції і пісні англійською мовою.
У 1992 році гуртом була підготовлена програма, що включала ренесансну і барокову музику, а також пісні з репертуару «The Beatles». Весною того ж року вийшов альбом Megalázottak és megszomorítottak (з угор. — «Принижені й ображені», названий по роману Ф. М. Достоєвського). На цьому запису окрім акустичних інструментів звучать також синтезатори Балажа Вінклера (Winkler Balázs, грає і на трубі), ударні Ласло Гача (Gacs László) і бас-гітара Пейштика. В цьому складі на концертах гурту виконувала, крім своїх, також твори з репертуару гурту «King Crimson».
У 1993 році до гурту приєднався гітарист Ференц Торма (Torma Ferenc); в цьому складі вони записують альбом Föld és ég (з угор. — «Земля і небо», 1994), після чого Ведреш покинув гурт, і його місце зайняв Балаж Вінклер.
У зміненому складі репертуар гурту включає, поряд з акустичною камерною музикою, монументальні композиції симфонічного і прог-рокового напрямку, які можна почути на альбомі De Profundis (з лат. — «Із безодні», 1996), в якому використано записи читання Іонової молитви у виконанні актора Золтана Латиновича (Latinovits Zoltán).
Гурт «After Crying» створив 11 альбомів, дав багато концертів в Угорщині й за кордоном. Гурт сформував свої власні цінності від витоків, де їх натхненниками є найвизначніші в європейській історії. Просто назвати кілька: Бах, Бетховен і Барток в класичній музиці, Emerson, Lake & Palmer, King Crimson від сучасного світу.

## Склад

### Засновники
- Габор Егерварі (EGERVÁRI Gábor) (флейта, тексти і думки, живі звуки)
- Петер Пейтшик (PEJTSIK Péter) (музика, оркестровка, віолончель, бас-гітара, вокал)
- Чаба Ведреш (VEDRES Csaba) (фортепіано)

### Текучий склад
- Золтан Батки-Валентин (BÁTKY-VALENTIN Zoltán) (ведучий вокал, в гурті з 2002)
- Габор Егерварі (EGERVÁRI Gábor) (флейта, тексти і думки, живі звуки) (засновник)
- Чаба Ереш (ERÖS Csaba) (фортепіано і клавішні)
- Андраш Адам Хорват (HORVÁTH András Ádám) (гітара)
- Жолт Мадаі (MADAI Zsolt) (ударні, вібрафон) (учасник з 1998)
- Петер Пейтшик (PEJTSIK Péter) (музика, оркестровка, віолончель, бас-гітара, вокал)
- Балаж Вінклер (WINKLER Balázs) (музика, оркестровка, труба, клавішні) (учасник з 1990—91, регулярний учасник з 1992)

## Альбоми
- Opus 1 (на касеті) (1989) (cd reedition 2009)
- 1989 (на касеті) (1989) (cd reedition 2009)
- Overground Music (1990)
- Koncert 1991 (cassette) (1991)
- Megalázottak és megszomorítottak (1992)
- Föld és ég (1994)
- De Profundis (1996)
- Első évtized (1996)
- 6 (1997)
- Almost Pure Instrumental (1998)
- Struggle for Life (2000)
- Struggle for Life — essential (2000)
- Bootleg Symphony (2001)
- Show (2003)
- Live [DVD] (2007)
- Opus 1 (2009)
- 1989 (2009)
- Creatura (2011)